# チャールズ・ウィルソン・ピール
チャールズ・ウィルソン・ピール（英:Charles Willson Peale、1741年4月15日 - 1827年2月22日）は、アメリカ合衆国の画家、軍人および博物学者である。アメリカ合衆国の独立時の著名人の肖像画を多産したことで名高い。フィラデルフィアに博物館の草分けも設立した。

## 初期の経歴
ピールはメリーランド州クイーンアンズ郡チェスターで、チャールズ・ピールとその妻マーガレットの息子として生まれた。1749年、弟のジェイムズ・ピール（1749年-1831年）が生まれた。ピールは13歳の時に鞍作り職人の徒弟となった。その年季が明けたときに、自分で鞍の店を出した。しかし、ピールが自由の息子達に加わっていることがロイヤリストの客達に知れると、彼等は共謀してその事業を破産させた。

## 画家としての経歴
ピールは自分が絵画、特に肖像画を描く才能があると分かり、暫くジョン・ヘッセリウスとジョン・シングルトン・コプリーの下で絵の勉強をした。ジョン・ビール・ボードリーなど友人達がピールのためにイングランドに渡る金を集めてくれて、ベンジャミン・ウエストの教えを受けるようになった。ピールは1767年から2年間、ウエストの下で勉強し、その後アメリカに戻って、メリーランド州アナポリスに住んだ。そこでは弟のジェイムズに絵画を教え、弟も当時の著名な画家になることができた。
ピールは新生間もない国の政府を熱烈に支持し、1776年に首都フィラデルフィアに行って、アメリカの著名人や海外からの訪問者の肖像画を描いた。その地所は現在フィラデルフィアのラサール大学キャンパスにあり、参観できる。ピールはアメリカ独立戦争のために部隊を起ち上げ、1777年までにペンシルベニア民兵隊で大尉の階級を得て、幾つかの戦闘に参戦した。戦場にある時も、絵画を続け、大陸軍の多くの士官の小型肖像画を描いた。ピールは後年にこれらの大型判を制作した。ピールは1779年から1780年にはペンシルベニア邦議会議員を務め、その後は絵描きに専念した。
ピールは画家として本当に多産だった。多くの歴史的人物（ジョン・ハンコック、トーマス・ジェファーソンおよびアレクサンダー・ハミルトンなど）の肖像画を描く一方で、ジョージ・ワシントンの肖像画でおそらく最も良く知られている。ピールのためにワシントンが初めてモデルになったのは1772年のことであり、その後6度そのような機会があった。ピールはこの7度の機会に描いたものをあわせ、60点近いワシントンの肖像画を描いた。2005年1月、1779年制作の『プリンストンのワシントン』等身大図が2,130万ドルで売却され、アメリカの肖像画としては最も高額を付けられた記録となった。
ピールの最も著名になった絵画は1795年制作の『階段の群像』(The Staircase Group)であり、だまし絵で描かれた息子達、ラファエルとティシアンの肖像画である。この絵はフィラデルフィア美術館の収蔵品となっている。

## ピールの博物館

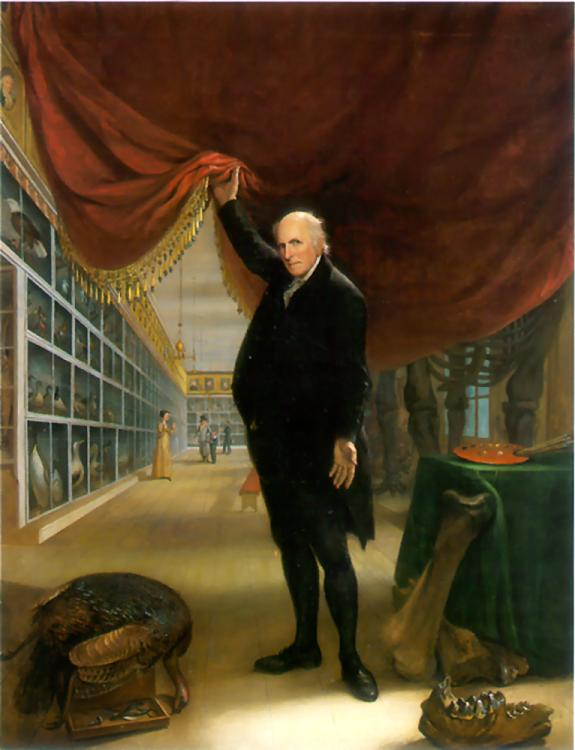
「The Artist in His Museum」（自画像、1822年）

ピールは博物学にも大きな興味を持っており、1801年にはアメリカで初めて科学的遠征隊を組織した。これら絵画と博物学に関する興味が組み合わさって、フィラデルフィア博物館となるものの設立に繋がり、後にはピール博物館と改名された。
これは初めての博物館と考えられている。そこには植物、生物および考古学的標本の多様な収集品が収められた。最も著名なものはピール自身が集めた多種多様の鳥があり、また北アメリカのマンモスの骨も初めて展示した。
マンモスの骨の展示によって、トーマス・ジェファーソンとビュフォン伯爵の間の長い議論にピールも巻き込まれることになった。ビュフォンはヨーロッパがアメリカの生物学より優れていると主張した。これは見つかった動物の大きさを通じて説明されていた。ジェファーソンは北アメリカにおける大きな生物多様性の証拠として、これらマンモスの存在を引き合いに出した（ジェファーソンはマンモスが大陸の北方でそのときも徘徊していると信じていた）。これらの骨をピールが展示したことでヨーロッパの関心を引き、ピールは三次元で大型の骨格見本を組み立てる方法を採り、これも注目を浴びた。
この博物館はリンネの植物学分類法を採用したことでも初めてのものだった。その競争者が出土品を自然界の神秘的奇異として展示していたものとピールの博物館の間には顕著な対照があった。
この博物館はその存在期間の間に数回移転した。時には独立記念館やアメリカ哲学会の最初の本部など幾つかの著名建築物に入っていることもあった。
この博物館は、ピールが政府の予算を獲得できなかったことが大きな理由で、最終的には失敗した。ピールの死後、博物館は売却され、興行師のP・T・バーナムとモーゼス・キンボールの間で分割された。

## 家族
1762年、ピールはラチェル・ブリューワー（1744年-1790年）と結婚した。夫妻には10人の子供が生まれた。息子にはラファエル・ピール（1774年-1825年）、レンブラント・ピール（1778年-1860年）およびルーベンス・ピール（1784年-1865年）がいた。娘にはアレクサンダー・ロビンソンと結婚したアンジェリカ・カウフマン・ピール、ヘンリー・ボトラー博士と結婚したプリシラ・ピール、およびコールマン・セラーズと結婚したソフォニスバ・ピールがいた。
1791年、ピールはエリザベス・ド・ペイスター（1804年没）と再婚した。この2人の間には6人の子供が生まれた。1795年10月15日に生まれた息子フランクリン・ピールはフィラデルフィア造幣所で貨幣鋳造主任となった。末の息子ティティアン・ラムゼイ・ピール（1799年-1885年）は重要な博物学者となり、写真の分野でも先駆者になった。
1802年、娘のエリザベス・ド・ペイスター・ピール（1802年-1857年）が生まれ、この娘は後の1820年にウィリアム・オーガスタス・パターソン（1792年-1833年）と結婚した。
1804年、ピールはフィラデルフィアのクエーカー教徒ハンナ・モアと3度目の結婚をし、ハンナは前の2人との間に生まれていた子供達を育てた。
ピールはルネサンス的教養人と言っても良いくらいの者であり、絵画だけではなく、木工品、歯科技工、検眼、靴作り、および剥製術など多様な分野でその専門性を示した。数冊の著書を著しており、中でも『木製橋建設に関するエッセー』（1797年出版）や『健康維持手段に関する友人への書簡』（1803年出版）が著名だった。ピールはその息子達全てに芸術家や科学者の名前を付けており、絵画を教えた。その息子達の中で、レンブラント、ラファエルおよびティティアンの3人は独立して著名な画家になった。
ピールは連合会議代議員のナサニエル・ラムゼイやその弟デイビッド・ラムゼイとは義兄弟だった。
第二次世界大戦のリバティ船SSチャールズ・ウィルソン・ピールはピールの栄誉を称えて名付けられた。

## 著名作品

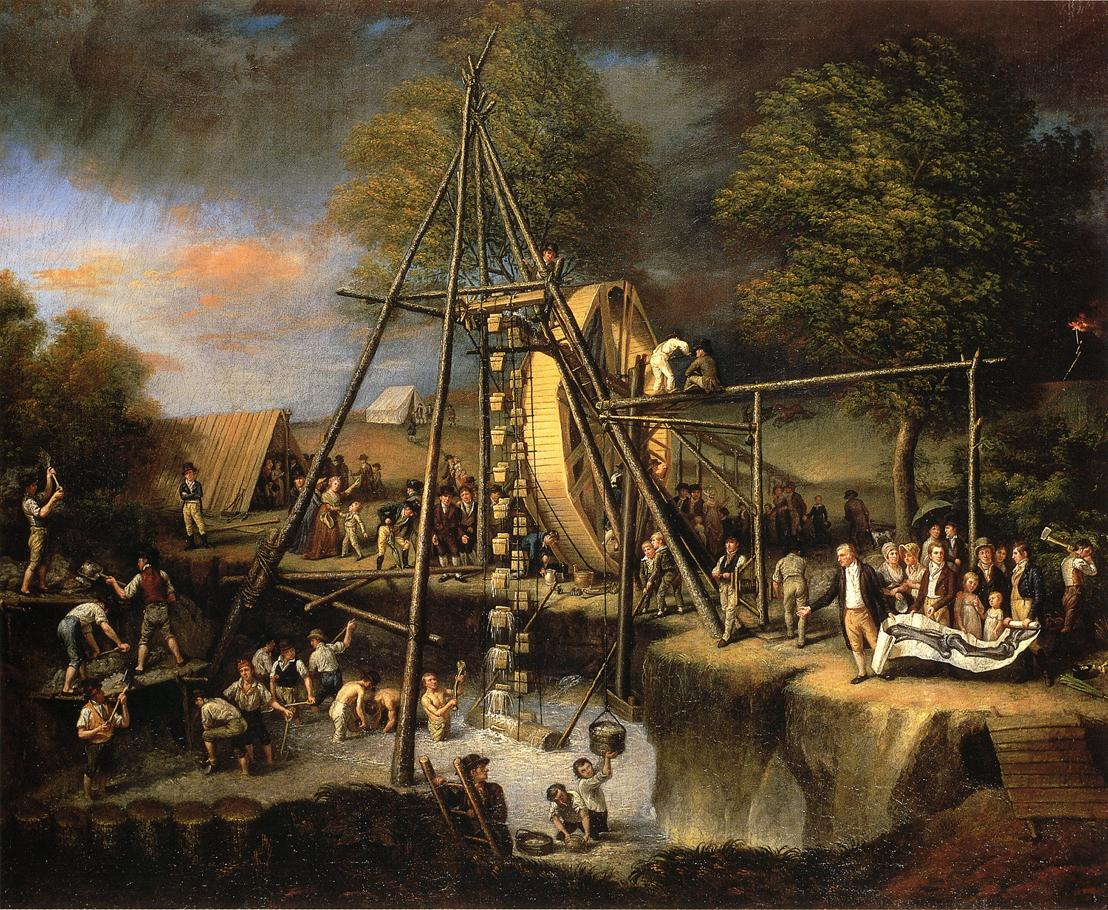
マストドンの発掘（1806年）
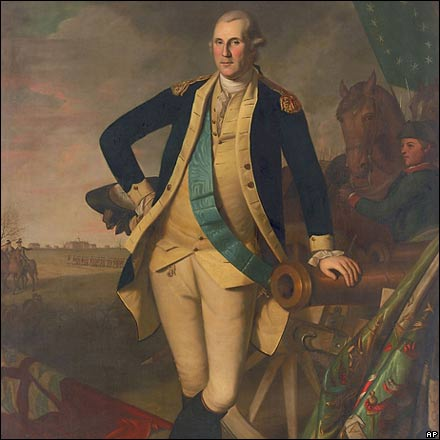
プリンストンのジョージ・ワシントン（1779年）
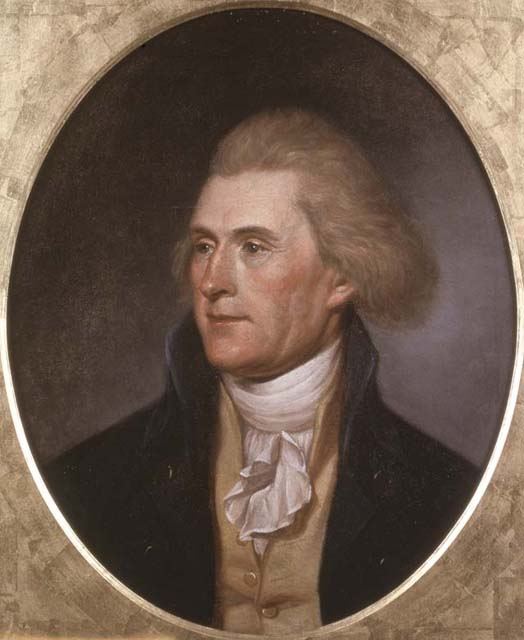
トーマス・ジェファーソンの肖像（1791年）
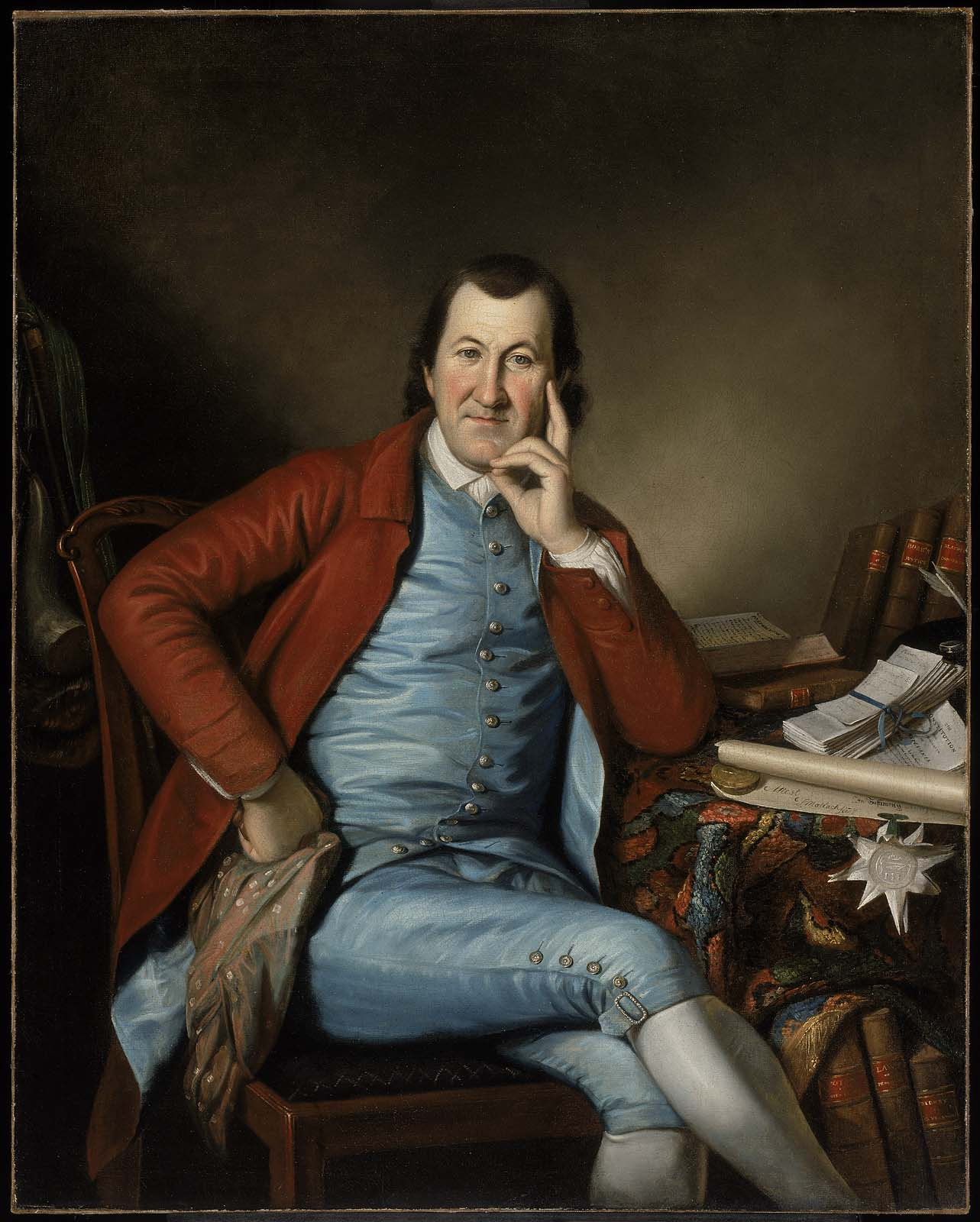
ティモシー・マトラック（1790年頃）
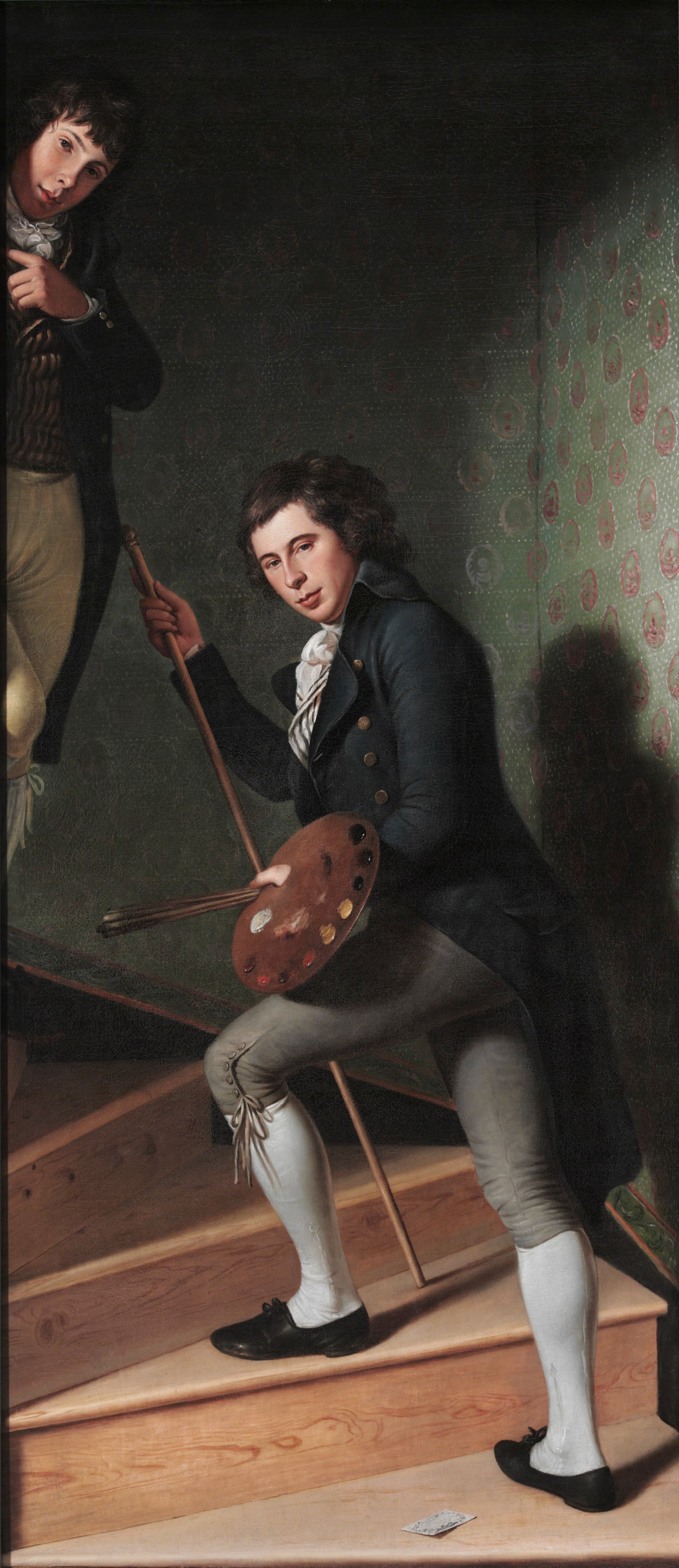
階段の群像（ラファエル・ピールとティシアン・ピールの肖像、1795年）
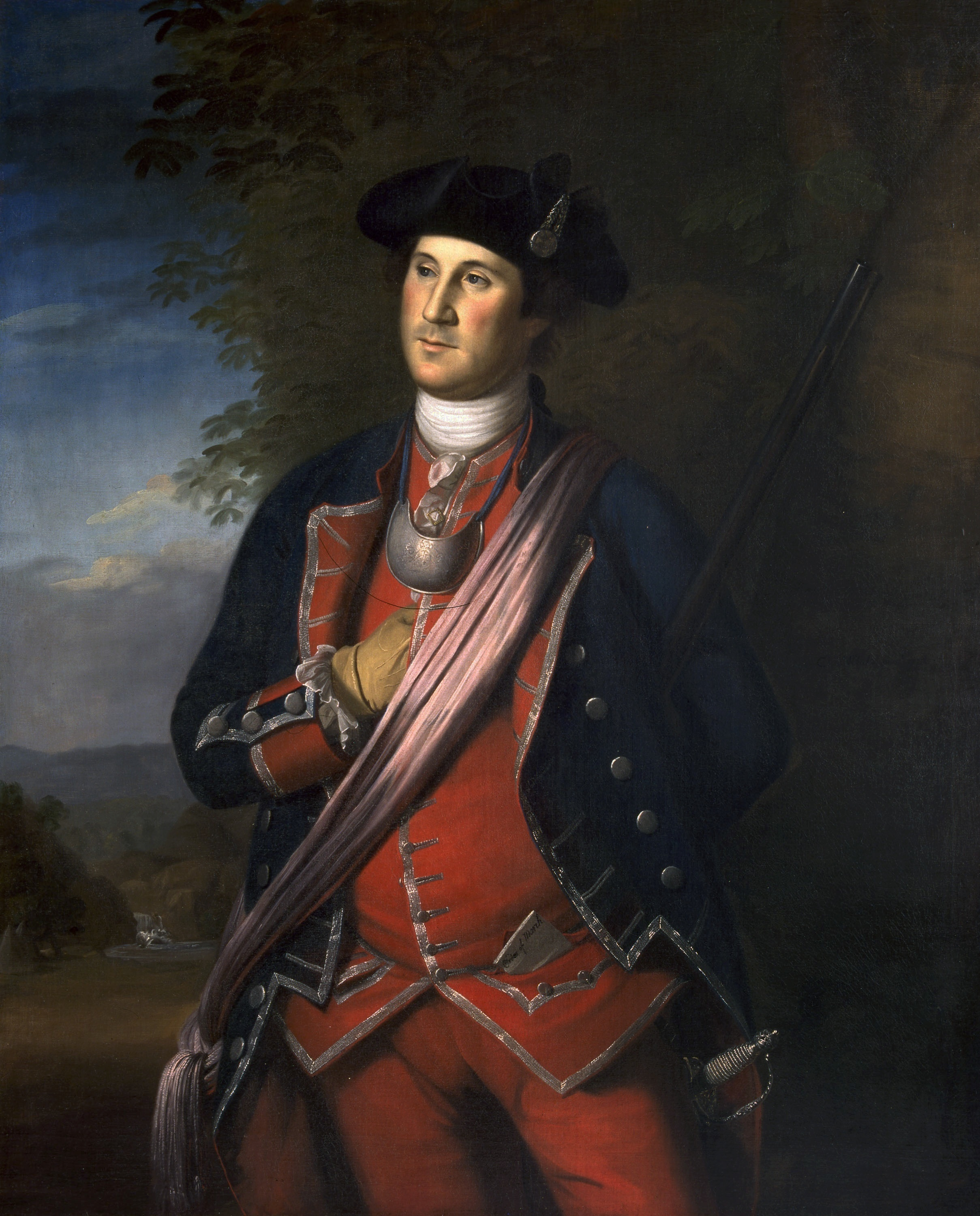
制服を着たジョージ・ワシントン、第1バージニア連隊の大佐として（1772年）
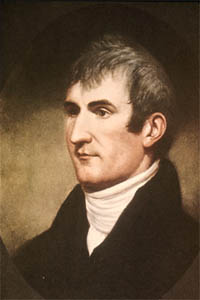
メリウェザー・ルイス
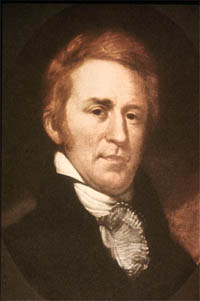
ウィリアム・クラーク
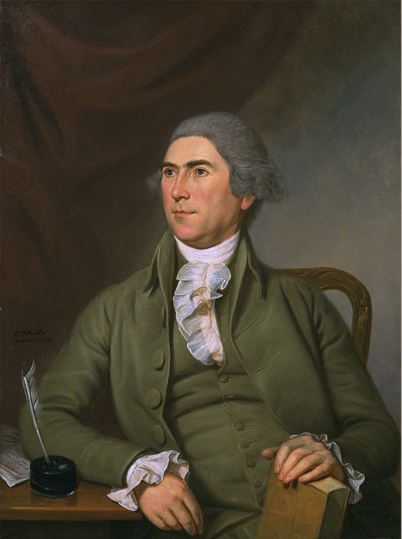
シャルル・プティ（1792年）
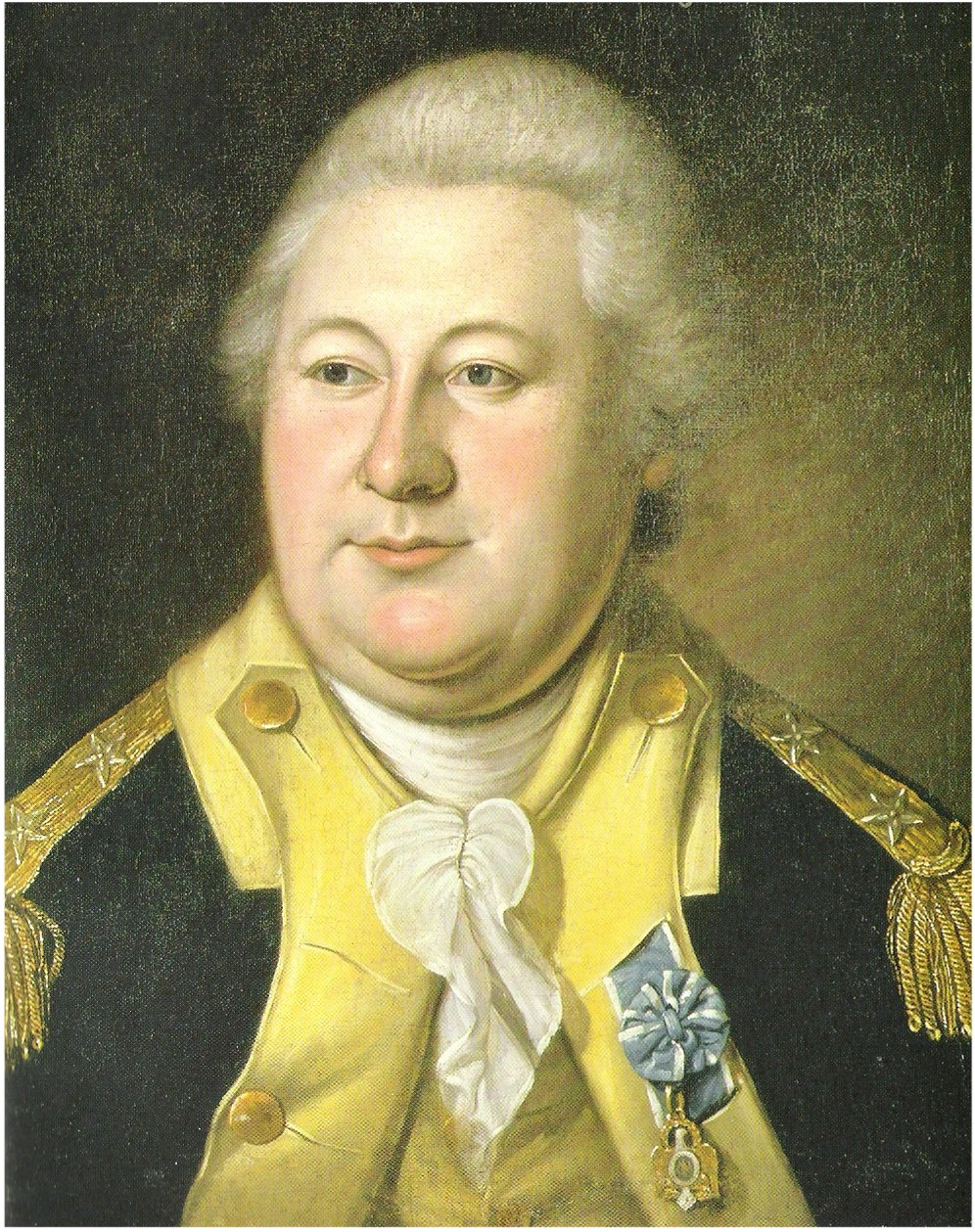
ヘンリー・ノックス（1784年）
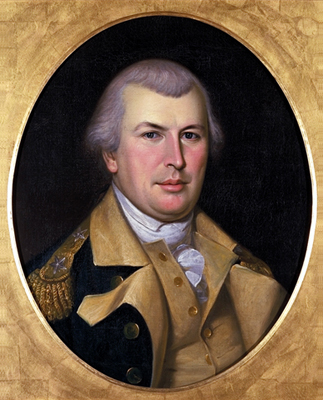
ナサニエル・グリーン（1783年）
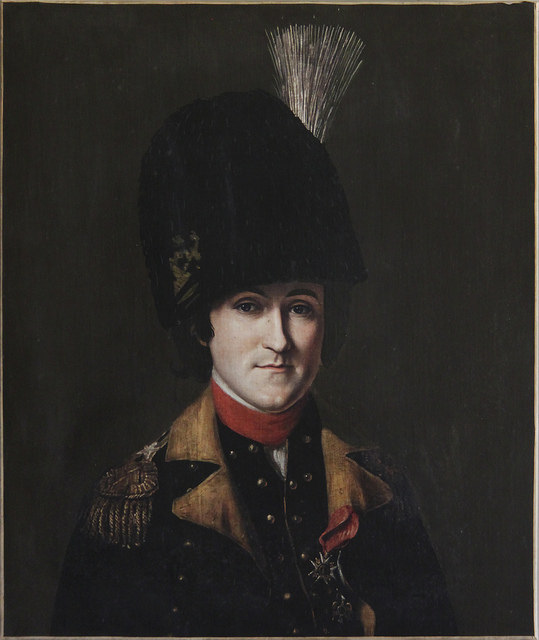
ルーリー侯爵シャルル・アルマン・タフィン（1782年）
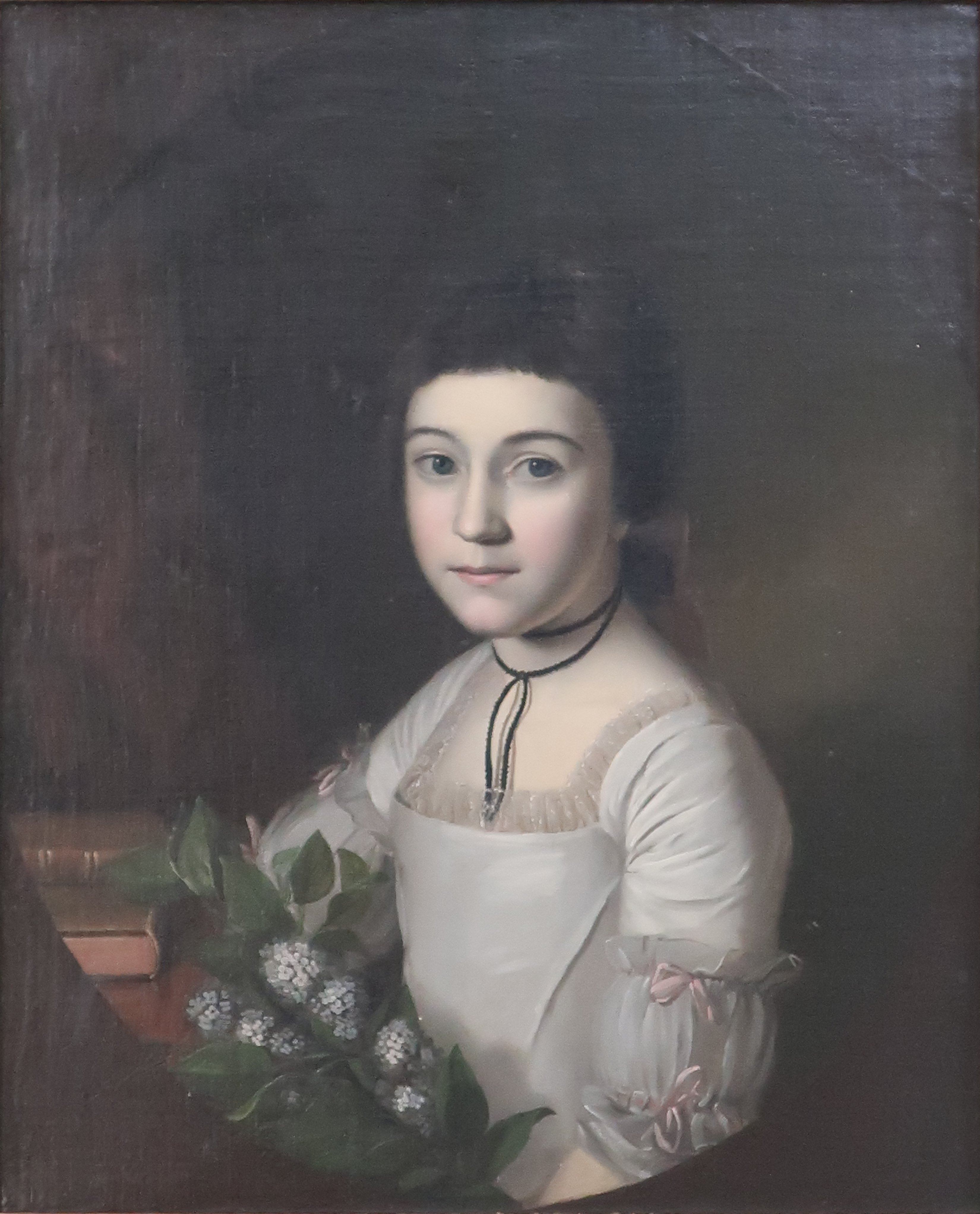
10歳のヘンリエッタ・マリア・ボードリー、1773年、ホノルル・アカデミー・オブ・アーツ